# 레슬리 오겔
레슬리 오겔(Leslie Orgel)은 영국의 화학자이다. 초창기에 전이금속의 무기화학을 연구해 리간드장 이론도 연구했고, 오겔 도표(Orgel diagram)를 만들었고, 그 뒤에는 생명의 기원 등에 대한 연구를 하여 생화학에 업적을 남겼다.